# Расписание на послезавтра
«Расписа́ние на послеза́втра» — советский цветной художественный фильм, поставленный на киностудии «Беларусьфильм» в 1978 году режиссёром Игорем Добролюбовым.
Киноповесть об одарённых учащихся и увлечённых преподавателях физико-математической школы, в которой появилась новая учительница русской литературы, не менее увлечённая, чем её коллеги.

## Сюжет
Сюжет фильма строится вокруг широко известного во время создания фильма спора «физиков» и «лириков».
В физико-математическую школу имени Льва Ландау при Институте физики Академии наук СССР из обычной школы переходит работать учительница русской литературы Антонина Сергеевна. Она с удивлением замечает, насколько уважительно здесь относятся к ученикам — как к полноценным творческим личностям.
Неформальный лидер десятого класса — Витя Ковалёв — увлечён идеей получения металлического водорода. Подговорив двоих одноклассников, он устраивает в школьной лаборатории эксперимент по синтезу металлического водорода, который заканчивается взрывом. Директор школы Андрей Андреевич устраивает допрос троим незадачливым экспериментаторам, но вместо жесткого разноса погружается в их теоретические расчёты, чтобы найти ошибку. Видя несомненный потенциал Вити, Андрей Андреевич просит своего друга, заведующего лабораторией профессора Куликова, взять к себе Ковалёва на работу. После эмоционального диалога Куликов соглашается взять Ковалёва лаборантом на полставки. Расстроенный неудачным экспериментом, Витя возвращается домой, где он живет вместе с бабушкой Прасковьей Павловной. Он рассказывает бабушке о всех неприятных событиях прошедшего дня. Бабушка признаётся внуку, что мечтает побывать в Париже. Витя обещает обязательно отвезти бабушку в Париж.
Антонина Сергеевна проводит свой первый урок в восьмом классе, который проходит очень непросто. Ученики скептически относятся к литературе, считая её чём-то несерьезным по сравнению с физикой и химией. Однако Антонина Сергеевна не сдаётся, приводя им в пример Эйнштейна, говорит о том, что для гармоничного развития личности важны гуманитарные знания. По её поручению завхоз вешает в школьном холле портреты классиков литературы рядом с портретами великих ученых.
Восьмиклассники Вова Овечкин и Саша Багратион, которого все считают потомком полководца Петра Багратиона, влюблены в одну девушку — Катю Шумейко, весьма ветреную особу. Совершенно не считаясь с чувствами мальчиков, она назначает им обоим свидание в одно время в одном месте. Отдавая предпочтение Саше, она просит его забрать своего старого дога и где-нибудь бросить. Возмущённый равнодушием Кати Саша забирает собаку к себе.
Тем временем завлаб Куликов возвращается к своим коллегам от начальника, который «зарубил» план работ на год вместе с темой металлического водорода. Витя Ковалёв, возмущённый этим фактом, идёт к руководителю института, и, назвав того «товарищем Баобабом» бесцеремонно спрашивает, почему он «зарубил металлический водород». «Баобаб» совершенно не смутился от такой наглости молодого лаборанта, и, пригласив к себе в кабинет, подробно объяснил Вите экономический смысл всех тем, которыми занимается их лаборатория.
Как-то вечером в квартиру Вити позвонили. На пороге стояли «красные следопыты». Они уточнили, здесь ли живёт Прасковья Павловна Игнатова. Получив утвердительный ответ они сообщили, что её уже более 30 лет ищет награда — французский серебряный крест. Растроганная бабушка вспомнила, как во время войны вынесла на себе к партизанам раненого французского лётчика, который говорил тогда: «Мадам, я приглашаю вас в Париж!»
Заканчивается фильм очередным взрывом, на этот раз в химической лаборатории, которая была заперта на замок после прошлого инцидента. Эксперимент проводил Вова Овечкин. Когда завхоз вытащил его обгоревшего за шиворот в коридор, Вова произнёс: «Науку на замок не закроете!».

## Роли исполняют

### В главных ролях
- Олег Даль — Андрей Андреевич («Кварк»), директор физико-математической школы, доктор наук
- Маргарита Терехова — Антонина Сергеевна, учительница русской литературы

### В фильме снимались
- Тамара Дегтярёва — Зинаида Ивановна, учительница физкультуры
- Александр Леньков — Игорь Николаевич, учитель физики
- Александр Денисов — Олег Павлович, учитель математики
- Валентин Никулин — Семён Семёнович, учитель химии
- Вячеслав Баранов — Виктор Ковалёв, десятиклассник, президент школьного научно-технического общества (НТО)
- Юра Воротницкий — Владимир Афанасьевич (Вова) Овечкин, восьмиклассник
- Володя Солодовников — Саша Багратион, восьмиклассник
- Ира Метлицкая — Катя Шумейко, ученица восьмого класса
- Полина Медведева — Клава, десятиклассница обычной школы, внештатный корреспондент молодёжной газеты «Алые паруса»
- Евгений Стеблов — Куликов, профессор, заведующий научной лабораторией
- Валентина Титова — Зоя Ивакина, спецкор столичной газеты
- Борис Новиков — Степан Фёдорович, завхоз школы
- Регина Корохова — мать Кати Шумейко
- Владимир Басов — отец Кати Шумейко
- Баадур Цуладзе — Баадур Парменович
- Леонид Рахленко — Евгений Анисимович Калмыков («Баобаб»), профессор
- Александра Климова — жена генерала
- Валентина Владимирова — Прасковья Павловна Игнатова, бабушка Виктора Ковалёва
- Любовь Румянцева — мать Виктора Ковалёва
- Николай Ерёменко-старший — дедушка Саши Багратиона
- Валерий Носик — отец Володи Овечкина, слесарь-сантехник в домоуправлении
- Тамара Муженко — мать Вовы Овечкина

## Съёмочная группа
- Автор сценария — Нина Фомина
- Режиссёр-постановщик — Игорь Добролюбов
- Оператор-постановщик — Григорий Масальский
- Художник-постановщик — Валерий Назаров
- Композитор — Владимир Шаинский
- Стихи — Михаила Танича
- Научный консультант — Л. Томильчик

## Критика
Кинокритик Юрий Тюрин воспринял фильм «как диспут о школе будущего, где увлекает уже сама постановка проблемы». При этом он указал, что «проблемный узел фильма завязывается интереснее, чем порой воплощается в драматургическом развитии, в психологической разработке».
По мнению киноведа А. В. Фёдорова, «в разработке взаимоотношений и характеров „гениев“ фильм скользит по поверхности, не пытаясь создать глубокие образы». Он писал: «„Команда взрослых“ по всем статьям превзошла своих „молодых коллег“. То ли ученики вышли из детского возраста, то ли состав учителей на редкость блестящий…»

## Факты
- Юрий Воротницкий, сыгравший роль вундеркинда из рабочей семьи Володю Овечкина, в настоящее время[какое?] — кандидат физико-математических наук, доцент, заведующий кафедрой телекоммуникаций и информационных технологий факультета радиофизики и компьютерных технологий Белорусского государственного университета, директор центра информационных технологий этого вуза[3]. По его свидетельству, «сложилось так, что в фильме я сыграл самого себя, поэтому не считаю себя актёром». Он также сказал:

В картине показана физико-математическая школа, где директор — доктор наук, учителя — суперпрофессионалы. Само существование подобных учебных заведений противоречило советской системе образования с её едиными стандартами. Поэтому педагоги относились к картине весьма сдержанно, их смущала показанная атмосфера в школе, отношения между учителями и учениками — свободные, партнёрские. К сожалению, даже для сегодняшней школы это не совсем актуально. Поэтому премьера прошла прекрасно, но потом фильм не то чтобы положили, но аккуратно задвинули на полку. Да и мне он казался несколько фантастическим. Зато сейчас я понимаю, что он просто опередил время: и школы такие появились, и учителя. К примеру, лицей БГУ…
В СССР школы, подобные показанной в фильме, к тому времени существовали 15 лет. Их появление было связано с Космической гонкой и являлось инициативой ведущих академиков страны. ФМШ 18 имени А. Н. Колмогорова при МГУ (где массово учились и белорусы), ФМШ 165 имени М. А. Лаврентьева при НГУ, ФМШ 45 имени Д. К. Фаддеева при ЛГУ и Киевская ФМШ при КГУ, открыты в 1963 году. В 1972 г. РСФМСШИ открыта в Алма-Ате. Режиссёр оценивал по газетной статье, а актёр не знал особенностей таких школ — талантливые дети ищутся по всей стране («гении» не родятся географически локально), т.о. это все интернаты, в отличие от школы фильма. Родители всегда поддерживают выбор своих детей (в отличие от родителей «Овечкина»). Конфликт между учителями и учениками или конфликт между предметами маловероятен и менее ярко выражен, чем в стандартной средней школе (учителя сверхпрофессиональны, давление «единых стандартов» снижено, обучение как «привилегия», школы развивают, а не гасят сильные стороны). Попытки превратить «физика» в «лирика» контрпродуктивны, противоречат формату. «Овечкины» сюда попадают сформировавшимися личностями и веру в «металлический водород» не теряют. В то же время в фильме есть и много «попаданий» — демократические отношения между учителями и учениками, мотивация и аргументация главного героя весьма правдоподобны и характерны для этих школ.
Игорь Михайлович Добролюбов:

Я темы черпал из жизни. «Расписание на послезавтра» — фильм о необыкновенной школе, но она существовала на самом деле. Физико-математическая, созданная академиком Лаврентьевым в Академгородке при Новосибирском университете. Про неё тогда писали во всех газетах.— Наталья Писарева, «Добролюбов нашего времени»
- Маргарита Терехова, сыгравшая роль Антонины Сергеевны, читает в картине стихи, которые написал Леонид Латынин и которые посвящены ей самой[5].
- Фильм снят в районе Вильнюса Лаздинай, в 1974 году группа архитекторов и строителей за возведение этого района получила Ленинскую премию[6].
- В фильме звучит фрагмент популярной песни «Nie spoczniemy» («Не успокоимся») польской группы Czerwone gitary.